# Fontolizumab
Fontolizumab (tên thương mại theo kế hoạch HuZAF) là một kháng thể đơn dòng được nhân hóa  và là thuốc ức chế miễn dịch để điều trị các bệnh tự miễn dịch như bệnh Crohn. Một thử nghiệm lâm sàng giai đoạn II điều tra việc sử dụng cho viêm khớp dạng thấp đã bị chấm dứt do giai đoạn đầu tiên không đáp ứng được điểm cuối.